# 土田豊貴
土田 豊貴（つちだ とよたか、1981年 - ）は、日本の作曲家。

## 概要
1981年東京に生まれる。中高生時代に合唱の経験はなかった。桐朋学園大学音楽学部・カレッジディプロマ作曲科修了。
作曲を鈴木輝昭、法倉雅紀に、指揮を岡部守弘、高関健に、ピアノを三輪郁に師事。2010年、『夢のうちそと』で第21回朝日作曲賞入賞。

## 作品
- 女声合唱とピアノのための「夢のうちそと」(2010)
- 男声合唱とピアノのための「愛の天文学」(2013)
- 女声合唱とピアノのための「記憶する水」(2015)
- 混声合唱とピアノのための「愛の天文学」(2018)
- 「火は　ひかりになりたいと思う」～混声合唱、チェロ、ピアノのためのフラグメント～
- 「文官Aの言葉」～6人の男性声楽家のための～
- 「篝火花」〜ヴァイオリンと2本のチェロのための〜

- 混声合唱と2台のピアノのための「人はかつて樹だった」（2024）